# La Lézarde
Pour les articles homonymes, voir Lézarde.
La Lézarde est un roman d'Édouard Glissant publié le 1er janvier 1958 aux éditions du Seuil et ayant reçu le prix Renaudot la même année.

## Résumé
Des jeunes révolutionnaires ont l'intention de tuer l'officier Garin, chargé de faire taire les mouvements populaires. Thael, le personnage principal, prend cette tâche en main. Grâce à un témoignage en sa faveur, Thael sera finalement acquitté. Thael et les autres jeunes révolutionnaires se rendent enfin compte que seul le pays, seul le peuple solidaire et la Lézarde décident du destin de la Martinique.

## Éditions
- La Lézarde, éditions du Seuil, 1958.

### Vidéographie
- « Edouard Glissant à propos de son roman La lézarde » [vidéo], sur ina.fr, RTF Télévision (émission Lectures pour tous), 3 décembre 1958